# Baranove
Baranove (ucraniano: Баранове) es una localidad del Raión de Ivanivka en el óblast de Odesa del sur de Ucrania. Según el censo de 2001, su población es de 563 personas.